# 一天內的四個時刻

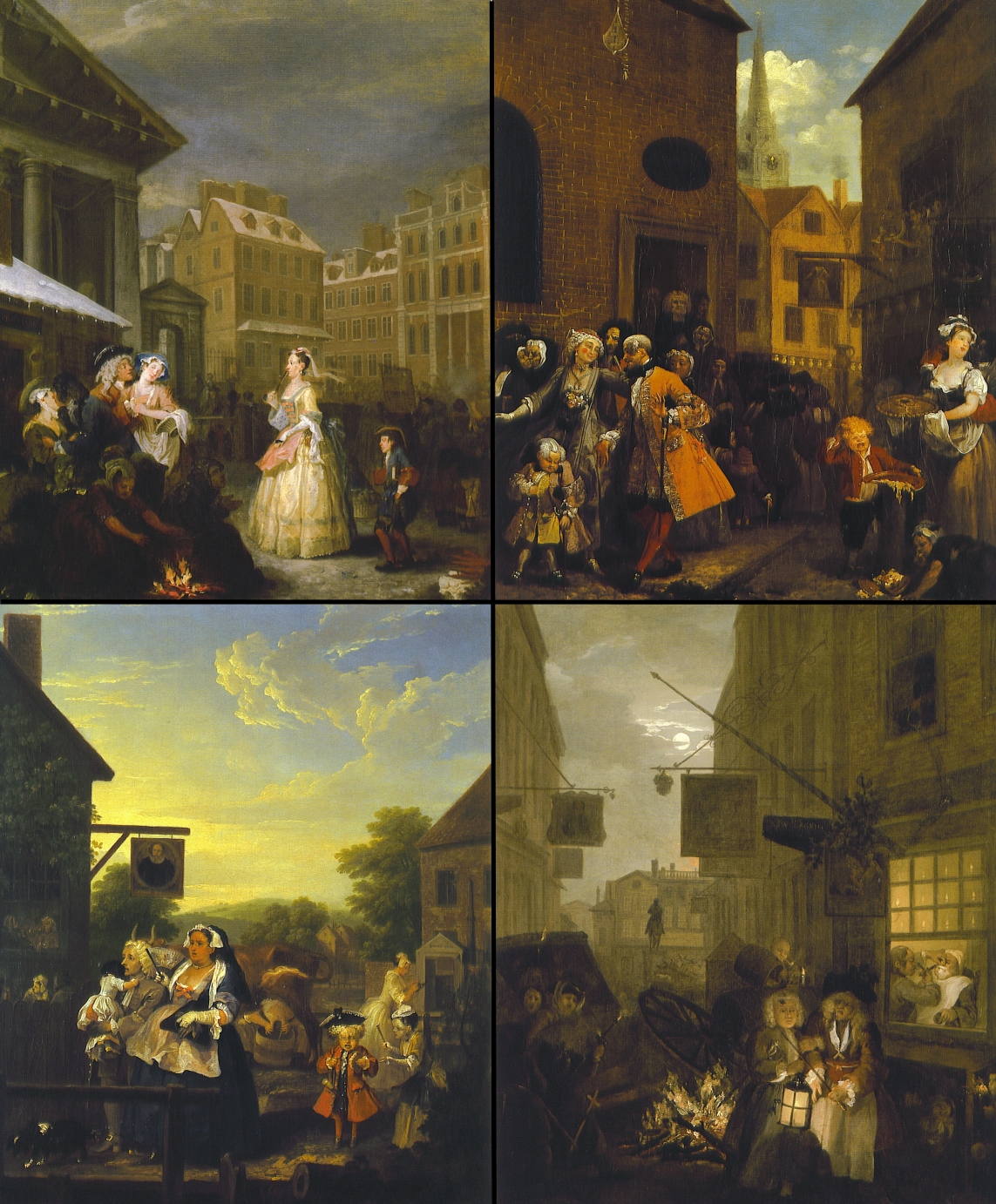
《一天內的四個時刻》（自左上方順時針方向為： 《早上》、《中午》、《夜晚》和《黃昏》）

《一天內的四個時刻》（英语：Four Times of the Day），由英國畫家威廉·贺加斯於1736年所繪的一系列四幅畫像。作品發表于1738年，画中贺加斯幽默地描寫倫敦街頭的生活、變幻無常的時裝、以及富人和窮人之間的互動。